# 小斯尼古里夫卡
49°52′22″N 25°53′20″E / 49.87278°N 25.88889°E
小斯尼古里夫卡（烏克蘭語：Мала Снігурівка），是烏克蘭的村落，位於該國西部捷爾諾波爾州，由克列梅涅茨區負責管轄，始建於1989年，面積0.83平方公里，2001年人口285，人口密度每平方公里341.7人。